# رئیس (روانسر)
رئیس، روستایی از توابع بخش مرکزی شهرستان روانسر در استان کرمانشاه ایران است.
هرچند به لهجه مردم خود این روستا ریس خوانده می‌شود

## جمعیت
روستا رئیس در دهستان دولت‌آباد قرار دارد و براساس سرشماری مرکز آمار ایران در سال ۱۳۸۵، جمعیت آن ۱۵۴ نفر (۲۹ خانوار) بوده‌ است.